# Deesis

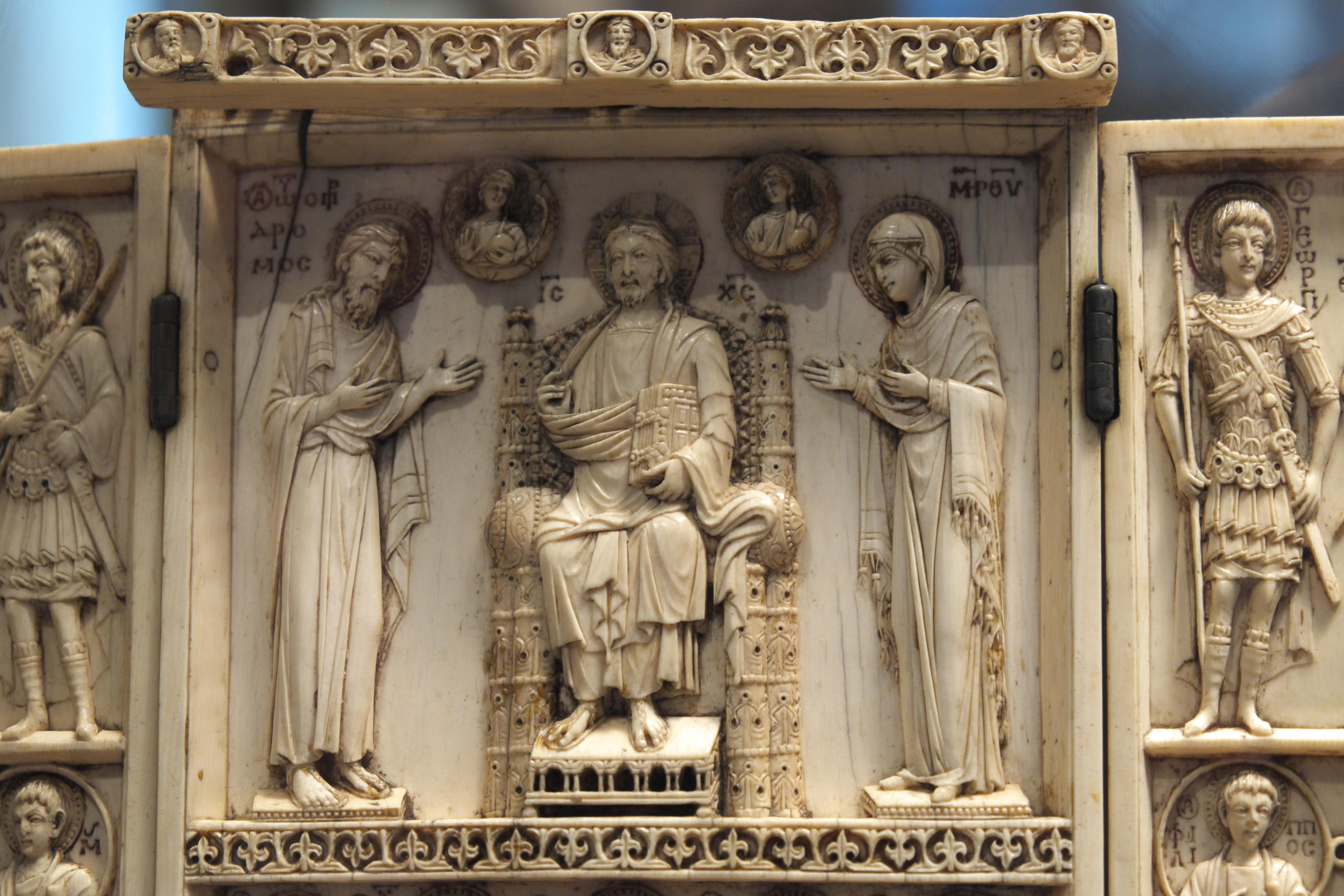
Deesis, Constantinopoli, X secolo, oggi al Louvre.

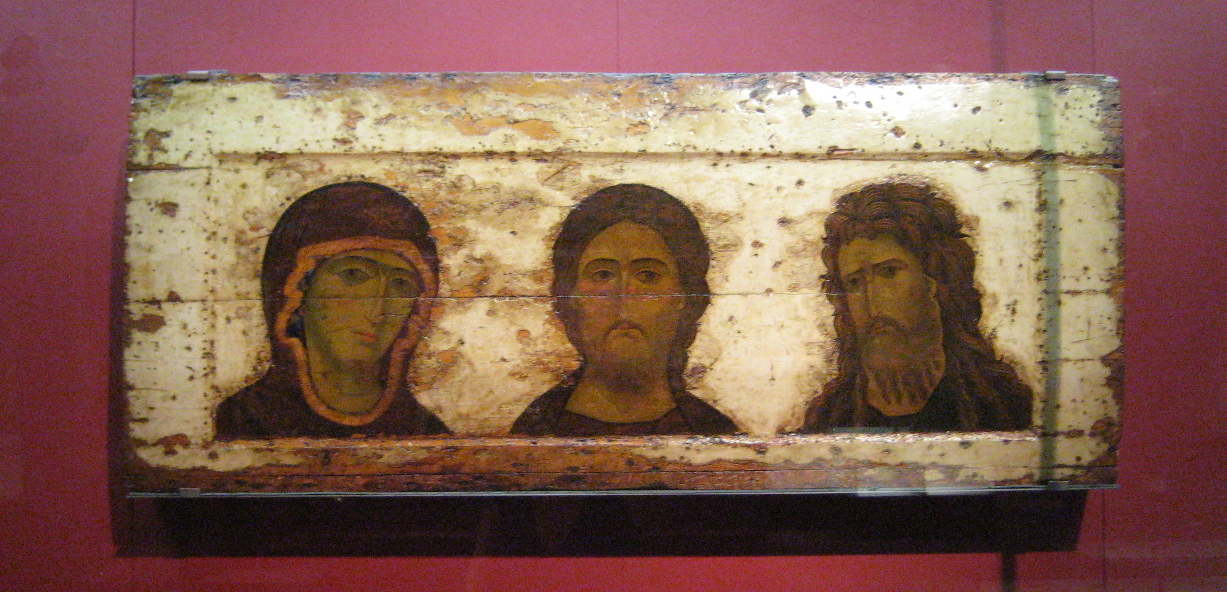
Deesis, Cattedrale della Dormizione a Mosca.

La deesis o deisis (dal greco δέησις, "supplica", "intercessione") è un tema iconografico cristiano di matrice culturale bizantina, molto diffuso nel mondo ortodosso. La deesis esprime un bisogno, una necessità: l'uomo ha bisogno di qualcosa che solo Dio può dare. Tale preghiera è la preghiera di chi non ha speranze e si rimette col cuore più prostrato e sincero alla misericordia di Dio. Il verbo passivo da cui deriva (déomai) vuol dire mancare, aver bisogno, domandare, pregare, bramare, desiderare, chiedere qualcosa; il verbo attivo (déo) vuol dire impedire, legare, avvincere, vincolare. L'uomo sa di essere legato, e quindi impossibilitato a lenire il suo dolore: egli chiede allora l'intervento del liberatore, Gesù Cristo. Anche la supplica è presente in tutte le religioni (I Re 8:28-30) (Efesini 6:18). La rappresentazione della deesis è spesso presente nel registro centrale delle iconostasi e può essere integrata dalle rappresentazioni degli arcangeli e di altri santi di importanza locale.
La composizione di deesis si trova anche in Occidente, in particolare in quelle parti d'Italia sotto l'influenza bizantina, ma anche nel resto d'Europa: un esempio ne è il Polittico dell'Agnello Mistico di Gand. Fa spesso parte di una scena del Giudizio Universale. L'uso di tale immagine in Europa occidentale è diminuito lentamente nel Medioevo e non è mai comune come le forme occidentali di Cristo in Maestà.

## Composizione
Nella rappresentazione archetipica, in genere, si vede Cristo benedicente tra la Madonna e san Giovanni Battista (in alcune rappresentazioni sostituito da San Nicola o altri santi) in atto di preghiera e supplica per i peccatori.
La presenza di Maria e Giovanni e di altre figure è una delle differenze con il Cristo occidentale in Maestà, dove i quattro evangelisti e/o i loro simboli sono più comunemente disposti in cerchio attorno al Cristo. 
Nelle rappresentazioni della Crocifissione di Gesù Cristo sulla croce è molto spesso affiancato ad un lato dalla Vergine, ma in questo caso all'altro lato si trova San Giovanni Evangelista e non da Giovanni Battista.
Un importante mosaico bizantino raffigurante la deesis si trova nella basilica di Santa Sofia (Istanbul).

## Evoluzione
Nei primi esempi, è stato spesso collocato sul templon nelle chiese ortodosse o anche sopra le porte.
Dopo lo sviluppo della piena iconostasi si venne a creare più spazio per una "Grande Deesis", così il numero di figure si espanse formando una file di immagini. Di solito questa riga è al di sopra del livello delle porte, e solitamente al di sotto della fila che raffigura le Dodici Grandi Feste o Dodekaorton. Il Cristo centrale è dunque sopra la porta principale dello schermo. Presto sette figure, di solito una per pannello, divennero standard, disposte in ordine di vicinanza a Cristo a partire dal centro: a sinistra (a destra di Cristo) Maria, Arcangelo Michele e San Pietro e a destra Giovanni Battista, Arcangelo Gabriele e San Paolo. Soprattutto negli esempi russi, spesso sono inclusi alcuni santi di significato locale secondo quanto lo consente lo spazio. La fila di Andrej Rublëv per la Cattedrale della Dormizione a Vladimir era di 3,14 metri. Nella tradizione greca gli apostoli hanno più probabilità di occupare i pannelli supplementari.